# Mutante (organismo)

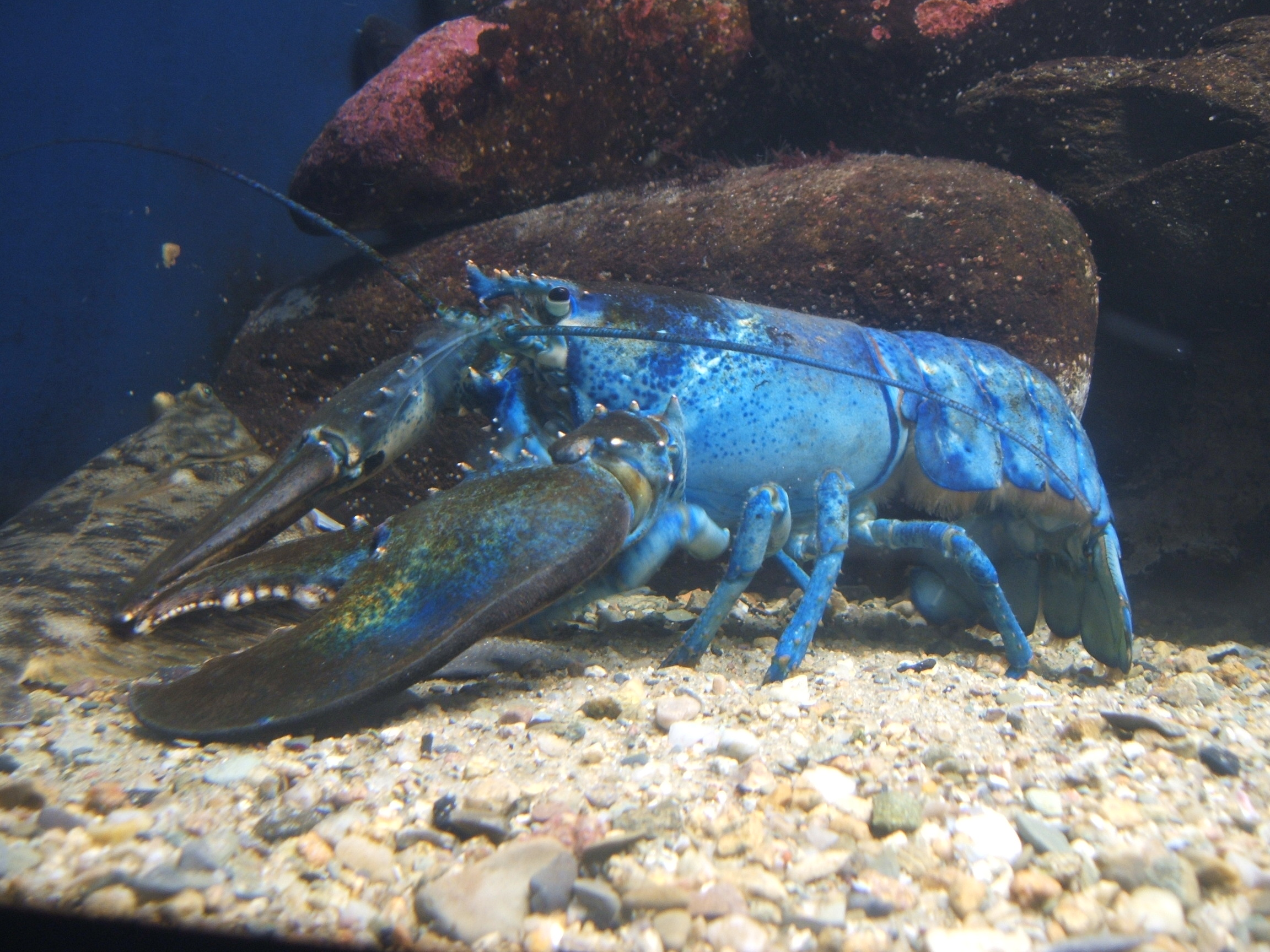
La langosta azul es un ejemplo de mutante.

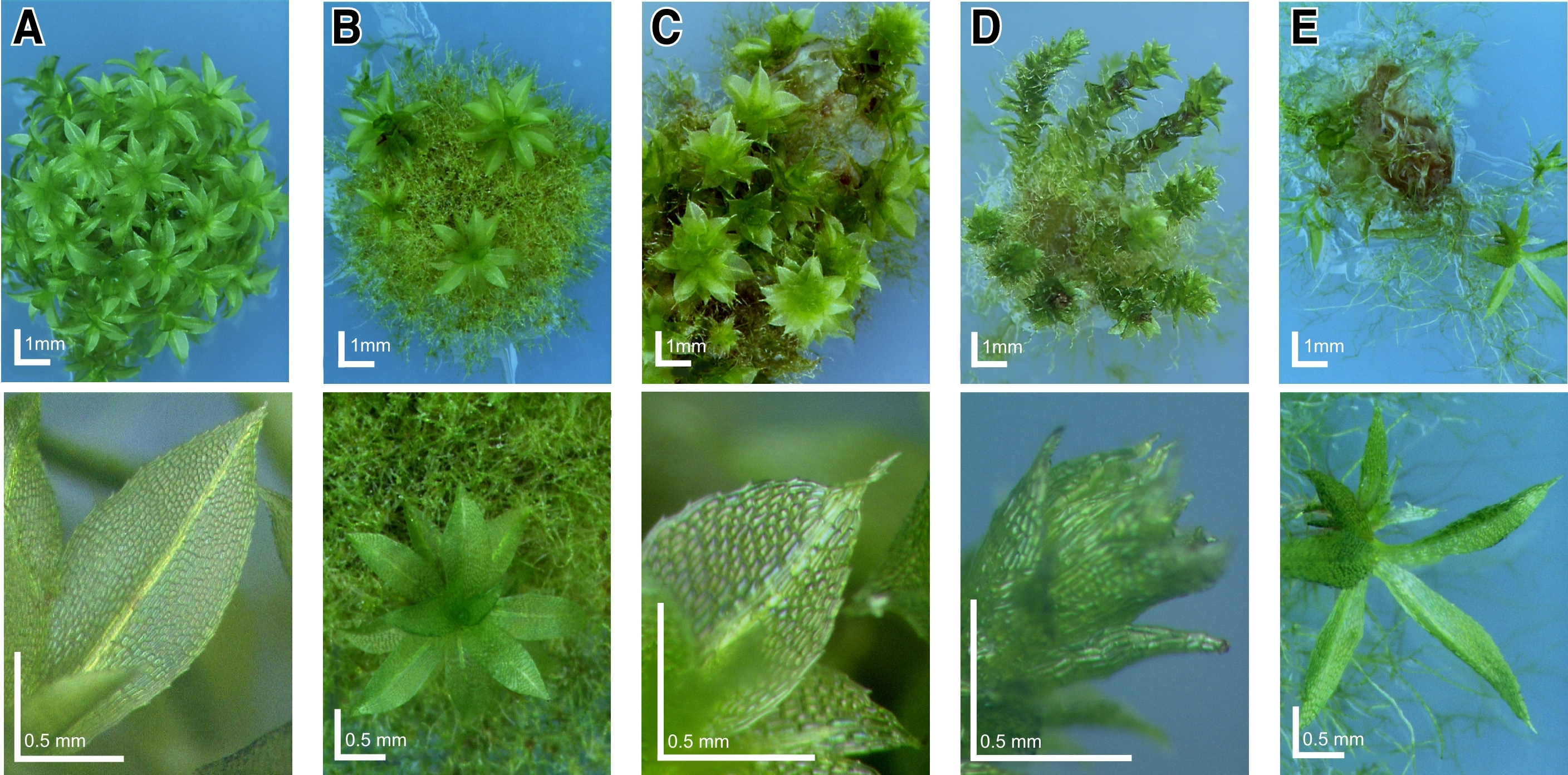
Physcomitrella de tipo salvaje y musgos knockout: fenotipos desviados inducidos en transformantes de bibliotecas de alteración genética. Se cultivaron plantas de Physcomitrella de tipo salvaje y transformadas en medio Knop mínimo para inducir la diferenciación y el desarrollo de gametóforos. Para cada planta, se muestra una descripción general (fila superior, la barra de escala corresponde a 1 mm) y un primer plano (fila inferior, la barra de escala equivale a 0,5 mm). Una planta de musgo de tipo salvaje haploide completamente cubierta con gametóforos frondosos y primer plano de una hoja de tipo salvaje.

En biología, y especialmente en genética, un mutante es un organismo o un nuevo carácter genético que surge o resulta de un caso de mutación, que generalmente es una alteración de la secuencia de ADN del genoma o cromosoma de un organismo. Es una característica que no se observaría naturalmente en un espécimen. El término mutante también se aplica a un virus con una alteración en su secuencia de nucleótidos cuyo genoma es ARN, en lugar de ADN. En eucariotas multicelulares, una secuencia de ADN puede estar alterada en una célula somática individual que luego da lugar a un linaje celular somático mutante como ocurre en la progresión del cáncer. También en eucariotas, la alteración de una secuencia de ADN mitocondrial o plástido puede dar lugar a un linaje mutante que se hereda por separado de los genotipos mutantes en el genoma nuclear. La ocurrencia natural de mutaciones genéticas es parte integral del proceso de evolución. El estudio de mutantes es una parte integral de la biología; Al comprender el efecto que tiene una mutación en un gen, es posible establecer la función normal de ese gen.

## Los mutantes surgen por mutación
Los mutantes surgen por mutaciones que ocurren en genomas preexistentes como resultado de errores de replicación del ADN o errores de reparación del ADN. Los errores de replicación a menudo implican la síntesis de translesión por una ADN polimerasa cuando encuentra y pasa por alto una base dañada en la hebra molde. Un daño en el ADN es una estructura química anormal en el ADN, como la rotura de una hebra o una base oxidada, mientras que una mutación, por el contrario, es un cambio en la secuencia de pares de bases estándar. Los errores de reparación ocurren cuando los procesos de reparación reemplazan incorrectamente una secuencia de ADN dañada. La unión de extremos mediada por microhomología del proceso de reparación del ADN es particularmente propensa a errores.

## Etimología
Aunque no todas las mutaciones tienen un efecto fenotípico notable, el uso común de la palabra "mutante" es generalmente un término peyorativo, que solo se usa para mutaciones genéticamente o fenotípicamente notables. El uso científico es más amplio, refiriéndose a cualquier organismo que difiera del tipo salvaje. La palabra encuentra su origen en el término latino mūtant- (raíz de mūtāns), que significa "cambiar". 
Los mutantes no deben confundirse con organismos nacidos con anomalías del desarrollo, que son causadas por errores durante la morfogénesis. En una anomalía del desarrollo, el ADN del organismo no se modifica y la anomalía no se puede transmitir a la progenie. Los gemelos unidos son el resultado de anomalías del desarrollo.
Las sustancias químicas que causan anomalías en el desarrollo se denominan teratógenos; estos también pueden causar mutaciones, pero su efecto sobre el desarrollo no está relacionado con mutaciones. Las sustancias químicas que inducen mutaciones se denominan mutágenos. La mayoría de los mutágenos también se consideran carcinógenos.

## Alteraciones epigenéticas
Las mutaciones son claramente diferentes de las alteraciones epigenéticas, aunque comparten algunas características comunes. Ambos surgen como una alteración cromosómica que puede replicarse y transmitirse a las siguientes generaciones de células. Ambos, cuando ocurren dentro de un gen, pueden silenciar la expresión del gen. Mientras que los linajes de células mutantes surgen como un cambio en la secuencia de bases estándar, los linajes de células alterados epigenéticamente retienen la secuencia de bases estándar, pero tienen secuencias de genes con niveles de expresión modificados que pueden transmitirse a generaciones de células posteriores. Las alteraciones epigenéticas incluyen la metilación de islas CpG de un promotor génico, así como modificaciones de histonas de cromatina específicas. La reparación defectuosa de los cromosomas en los sitios de daño del ADN puede dar lugar tanto a linajes celulares mutantes como a linajes celulares alterados epigenéticamente.